# Eduardo Jumisse
Eduardo Jumisse thường gọi Jumisse (sinh ngày 6 tháng 6 năm 1984 ở Maputo, Mozambique) là một cầu thủ bóng đá người Mozambique thi đấu ở vị trí tiền vệ tấn công.